# Берсерки Патриот
«Берсерки Патриот» — украинский профессиональный хоккейный клуб из Харькова, ныне представляющий Винницу. Основан в 2020 году.

## История
Осенью 2020 года бывший хоккеист Павел Легачёв и бизнесмен Рулав Одд объединились вокруг своей давней идеи создать хоккейную команду по стандартам североамериканских любительских клубов на фоне глубокого упадка хоккея на Украине.
26 ноября 2020 года, когда в США отмечался День благодарения, они приняли решение создать клуб «Рулав Одд» (прозвище «Берсерки»). Этот день стал официальным днём рождения клуба.
В том же сезоне 2020 новый ХК «Рулав Одд» дебютировал в АХЛ (Любительской хоккейной лиге). В первом же сезоне клуб вышел в финал АХЛ, а уже в следующем сезоне подал заявку на участие в чемпионате Украины среди профессиональных клубов.
Тренером клуба стал украинский хоккеист Игорь Шаманский. В конце 2021 года его сменил российский специалист Игорь Гаврилов. Капитаном стал Евгений Секирко.
Кроме того, клуб подписал партнёрское соглашение с Национальным университетом гражданской защиты Украины и стал неофициальным клубом украинских спасателей. Базовым городом команды стал Харьков, а его официальной ареной — харьковский Ice Hall.

## Маскот
Талисман клуба (маскот) медведь Бруни.